# Ján Pirč
Ján Pirč (16. května 1924 Hažín – 29. prosince 2005 Košice) byl slovenský a československý politik Komunistické strany Slovenska, vedoucí tajemník strany ve Východoslovenském kraji, poúnorový poslanec Slovenské národní rady a poslanec Sněmovny lidu a Sněmovny národů Federálního shromáždění za normalizace.

## Biografie
Členem komunistické strany se stal roku 1947. V roce 1952 a 1959 studoval na nižší stranické škole v Bratislavě. V letech 1951–1952 zastával post okresního tajemníka KSS v Prešově, v letech 1953–1959 pak byl vedoucím tajemníkem KSS v Michalovcích a v letech 1960–1967 působil na postu předsedy ONV v Bardejově. K roku 1971 a 1976 se profesně uvádí jako vedoucí tajemník Krajského výboru KSS pro Východoslovenský kraj. Do této funkce nastoupil od 29. listopadu 1969. V letech 1964–1989 se uvádí jako účastník zasedání Ústředního výboru Komunistické strany Slovenska.Zastával i stranické posty na celostátní úrovni. Vysočanský sjezd KSČ v srpnu 1968 ho zvolil za člena Ústředního výboru Komunistické strany Československa. Do ÚV KSČ pak byl formálně kooptován k 28. lednu 1970. Ve funkci ho potvrdil XIV. sjezd KSČ, XV. sjezd KSČ, XVI. sjezd KSČ a XVII. sjezd KSČ.
V doplňovacích volbách v květnu 1957 byl zvolen do Slovenské národní rady. Ve volbách roku 1971 zasedl do Sněmovny lidu (volební obvod č. 187 – Košice-sever, Východoslovenský kraj). Mandát získal i ve volbách roku 1976 (obvod Košice-Nové Mesto) a volbách roku 1981 (obvod Košice II). Ve volbách roku 1986 přešel do Sněmovny národů (obvod Košice I). Ve FS setrval do ledna 1990, kdy rezignoval v rámci procesu kooptace do Federálního shromáždění po sametové revoluci.